# Mistrovství Evropy juniorů v ledním hokeji 1990
Mistrovství Evropy juniorů v ledním hokeji 1990 byl 23. ročník této soutěže. Turnaj hostila od 4. do 11. dubna švédská města Örnsköldsvik, Sollefteå a Husum. Hráli na něm hokejisté narození v roce 1972 a mladší.

## Výsledky

### Základní skupiny
| Poř. | Tým           | SWE  | URS  | POL  | GER  | Z | V | R | P | Skóre | B |
| 1.   | Švédsko       | —    | 3:1  | 11:4 | 9:2  | 3 | 3 | 0 | 0 | 23:7  | 6 |
| 2.   | Sovětský svaz | 1:3  | —    | 7:0  | 14:1 | 3 | 2 | 0 | 1 | 22:4  | 4 |
| 3.   | Polsko        | 4:11 | 0:7  | —    | 8:6  | 3 | 1 | 0 | 2 | 12:24 | 2 |
| 4.   | SRN           | 2:9  | 1:14 | 6:8  | —    | 3 | 0 | 0 | 3 | 9:31  | 0 |

| Poř. | Tým       | TCH | FIN | NOR | SUI | Z | V | R | P | Skóre | B |
| 1.   | ČSFR      | —   | 6:2 | 9:1 | 7:0 | 3 | 3 | 0 | 0 | 22:3  | 6 |
| 2.   | Finsko    | 2:6 | —   | 7:2 | 6:0 | 3 | 2 | 0 | 1 | 15:8  | 4 |
| 3.   | Norsko    | 1:9 | 2:7 | —   | 8:4 | 3 | 1 | 0 | 2 | 11:20 | 2 |
| 4.   | Švýcarsko | 0:7 | 0:6 | 4:8 | —   | 3 | 0 | 0 | 3 | 4:21  | 0 |

### Finálová skupina
Vzájemné výsledky ze základních skupin se započetly postupujícím i do finálové. Umístění v této skupině bylo konečným výsledkem mužstev na turnaji.
| Poř. | Tým           | SWE    | URS   | TCH   | FIN   | NOR   | POL    | Z | V | R | P | Skóre | B |
| 1.   | Švédsko       | —      | (3:1) | 3:3   | 2:1   | 7:0   | (11:4) | 5 | 4 | 1 | 0 | 26:9  | 9 |
| 2.   | Sovětský svaz | (1:3)  | —     | 5:2   | 9:1   | 12:5  | (7:0)  | 5 | 4 | 0 | 1 | 34:11 | 8 |
| 3.   | ČSFR          | 3:3    | 2:5   | —     | (6:2) | (9:1) | 13:2   | 5 | 3 | 1 | 1 | 34:13 | 7 |
| 4.   | Finsko        | 1:2    | 1:9   | (2:6) | —     | (7:2) | 8:4    | 5 | 2 | 0 | 3 | 19:24 | 4 |
| 5.   | Norsko        | 0:7    | 5:12  | (1:9) | (2:7) | —     | 12:2   | 5 | 1 | 0 | 4 | 20:37 | 2 |
| 6.   | Polsko        | (4:11) | (0:7) | 2:13  | 4:8   | 2:12  | —      | 5 | 0 | 0 | 5 | 12:51 | 0 |

### O 7. místo
SRN -  Švýcarsko 2:1 na zápasy (5:2, 1:4, 4:3)
 Švýcarsko sestoupilo z elitní skupiny.

## Turnajová ocenění
|                            | Brankář        | Obránce     | Obránce            | Útočníci         | Útočníci         | Útočníci         |
| -------------------------- | -------------- | ----------- | ------------------ | ---------------- | ---------------- | ---------------- |
| Ceny direktoriátu IIHF     | Rolf Wanhainen | Ivan Droppa | Ivan Droppa        | Vjačeslav Kozlov | Vjačeslav Kozlov | Vjačeslav Kozlov |
| All-Star Tým (podle médií) | Milan Hnilička | Ivan Droppa | Darjus Kasparajtis | Sergej Žoltoks   | Stefan Ketola    | Vjačeslav Kozlov |

### Produktivita
|                    | G | A  | B  |
| ------------------ | - | -- | -- |
| Vjačeslav Kozlov   | 9 | 10 | 19 |
| Espen Knutsen      | 6 | 11 | 17 |
| Vegar Barlie       | 5 | 10 | 15 |
| Mariusz Czerkawski | 9 | 3  | 12 |
| Stefan Ketola      | 6 | 6  | 12 |

## Mistři Evropy - Švédsko
Brankáři: Rolf Wanhainen, Magnus Linqvist

Obránci: Pierre Ivarsson, Stefan Nyman, Örjan Nilsson, Greger Artursson, Jakob Karlsson, Stefan Klockare, Carl Carlsson

Útočníci: Mikael Renberg, Jonas Höglund, Michael Nylander, Niklas Sundblad, Markus Näslund, Fredrik Jax, Roger Kyrö, Kristian Gahn, Torgny Löfgren, Mikael Persson, Stefan Ketola.

## Československá reprezentace
Brankáři : Milan Hnilička, Jiří Podešva

Obránci: Jan Vopat, Martin Hamrlík, Ivan Droppa, Milan Nedoma, Karel Beran, Patrik Luža

Útočníci: Martin Procházka, Jan Alinč, Jan Čaloun, Roman Meluzín, Marek Zadina, Jiří Beránek, Martin Straka, Jiří Zelenka, Arne Kroták, Jozef Stümpel, Slavomír Pavličko, Václav Bartoš.

## Nižší skupiny

### B skupina
Šampionát B skupiny se odehrál ve Val Gardeně v Itálii, postup na mistrovství Evropy juniorů 1991 si vybojovali Francouzi. Poslední skončili Španělé, ale sestupu se vyhnuli (viz C skupina).
1.  Francie

2.  Itálie

3.  Rumunsko

4.  Jugoslávie

5.  Rakousko

6.  Dánsko

7.  Nizozemí

8.  Španělsko

### C skupina
Šampionát C skupiny se odehrál v Sofii v Bulharsku, vyhrála jej NDR. Vzhledem k politickému Znovusjednocení Německa však tento stát přestal existovat. Z C skupiny tak nikdo tento ročník nepostoupil, z B skupiny proto nikdo nesestoupil.
1.  NDR

2.  Maďarsko

3.  Velká Británie

4.  Bulharsko